# Koreanska köket

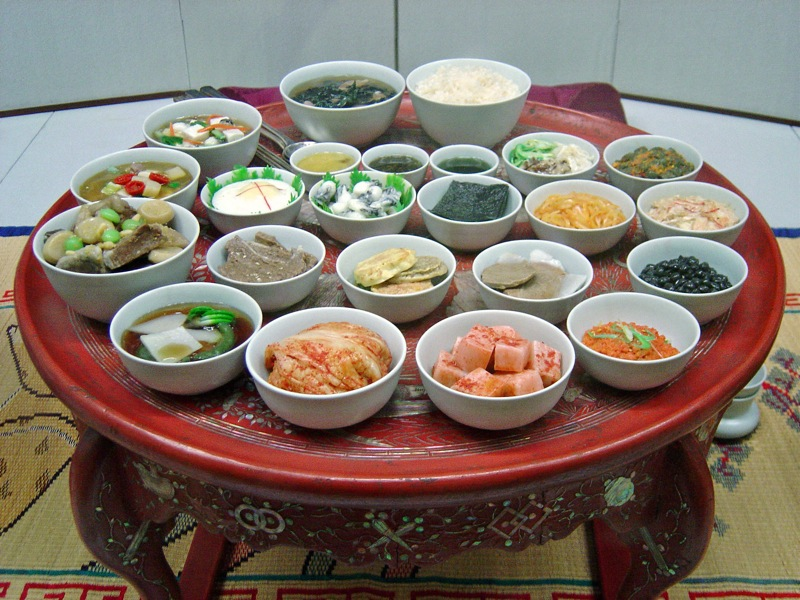
Hanjeongsik (한정식), är en koreansk måltid som består av flera olika banchan (sidorätter).

Koreanska köket (koreanska: 한국요리 hangukyori) har växt fram under många århundraden av sociala och politiska förändringar. Dess rötter kan man spåra ur legender om forntiden. Det koreanska köket har utvecklats ur det forna jordbrukets och de nomadiska traditionerna i södra Manchuriet och norra koreanska halvön till ett komplext samspel mellan natur och kulturella trender. Måltider som äts av såväl den kungliga familjen som vanliga koreanska medborgare har reglerats av kultur och etikettregler som är unika för Sydkorea.
Det koreanska köket består oftast av ris, nudlar, tofu, grönsaker och kött. Traditionella koreanska måltider innehar oftast många sidorätter (banchan) och ångkokat ris. Kimchi, en kryddstark grönsaksrätt som är Koreas nationalrätt serveras vanligtvis till varje måltid. Koreansk mat innehåller oftast ris, buljongsoppa, doenjang (en jäst sojabönspasta), sojasås, salt, vitlök, ingefära och gochujang (chilipasta).

## Historia

### Förhistoriska kulturer
Under Jeulmun keramiska perioden som dateras till 8000-1500 f. vt., ägnade sig jägar-samlarsamhällen sig åt fiske och jakt, men även tidigt jordbruk. Sedan början av Mumun keramiska perioden 1500 f. vt., började jordbruksmetoder att utvecklas av de nya invandrargrupperna från Liao River flodområde i Manchuriet. Under Mumun-perioden odlade folket korn, vete, baljväxter, ris och fortsatte jaga och fiska. Arkeologiska kvarlämningar visar en utveckling av jästa bönor under den här perioden, och kulturellt utbyte med nomadiska kulturer i norr underlättade domesticeringen av djur.

### Koryo-dynastin
Koryo-dynastin, eller De tre kungarikenas period var en period av snabb kulturell utveckling som dateras till 100 f. vt. till 600 e. vt.. Goguryeo-kungariket låg i norr, Baekje-kungariket låg i sydväst och Silla-kungariket låg i sydöst. Varje region hade sin egen speciella kultur och mat. Till exempel var Baekje känt för sin kalla och jästa mat, som kimchi. Spridningen av buddhism och konfucianism från Kina under 300-talet e. vt. gjorde en stor påverkan på Koreas kulturer. 
Efter De tre kungarikenas period förenade Silla större delen av södra Korea vilket blev början av Förenta Silla-perioden. Goguryeo-folket flydde till norr och döpte om den regionen till Balhae. Kulturerna tog till sig buddhismen och levde ganska fredligt. Under 900-talet började de både kulturerna att upplösas och blev förenade i Koryo-dynastin, som tog mycket av sin kultur från sin beundran av Song-dynastin i Kina. Det var denna dynasti som introducerade Korea till västvärlden och det är från ordet "Koryo" som Korea har fått sitt namn.
Under 1200-talet invaderade mongolerna Korea. Fastän många koreaner fick sätta livet till så har många traditionella maträtter sitt ursprung före mongolernas invasion. Grillade kötträtter, nudelrätter och användningen av kryddor såsom svartpeppar kommer från denna period.

## Vegetarisk mat

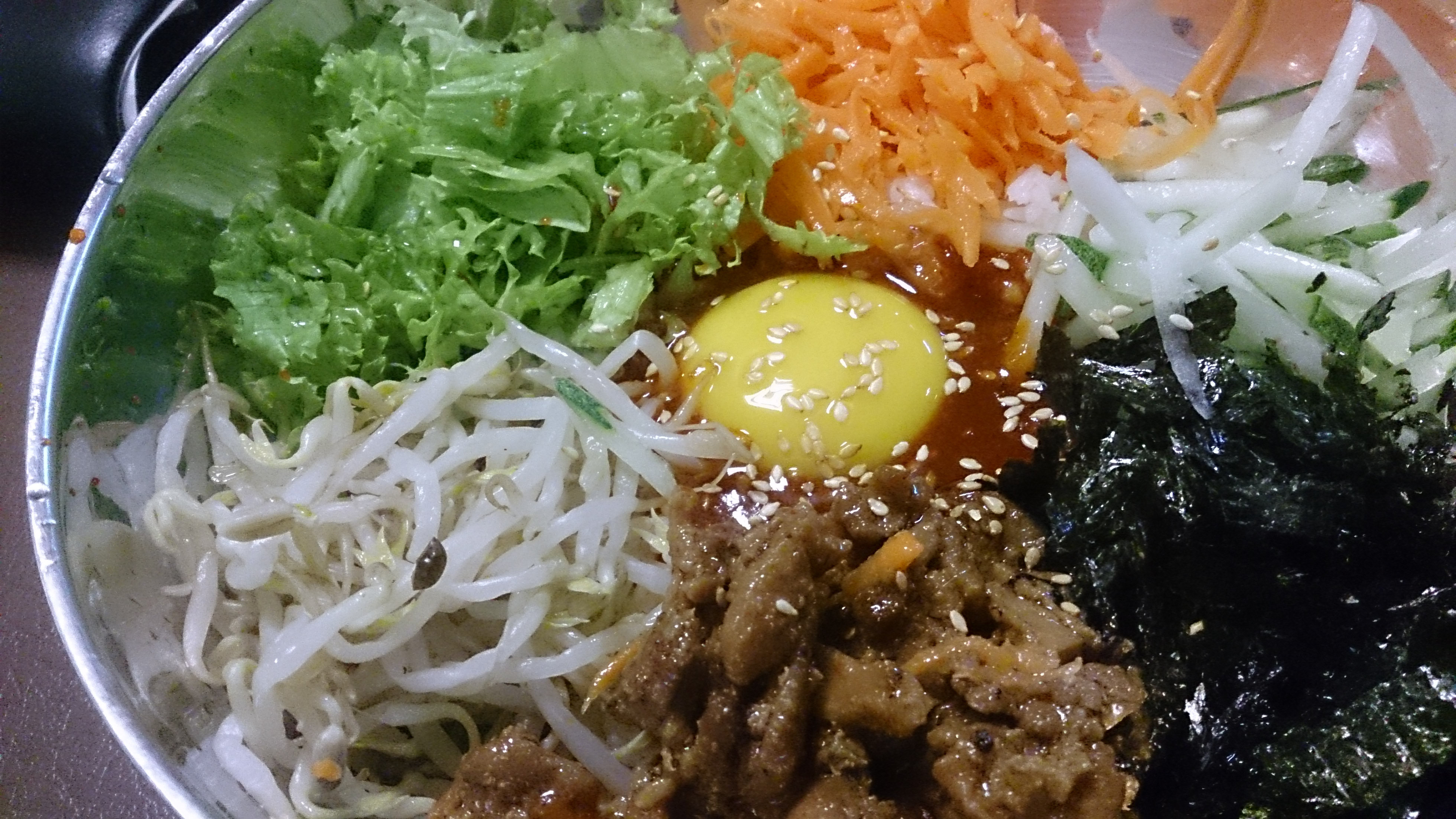
Bibimbap

Den vegetariska maten i Korea kan länkas till buddhistiska traditioner som influerat koreansk kultur under Goryeo-dynastin och framåt. Det finns hundratals vegetariska restauranger i Korea fast de är till stor del okända för turister. De flesta har bufféer med kalla rätter där kimchi och tofu är huvudmålen. Bibimbap är en vanlig vegetarisk måltid, men menyerna ändras efter säsongerna. Avalkoholiserat vin och te serveras också vanligtvis.